# پیتسبورگ (ایندیانا)
پیتسبورگ (به انگلیسی: Pittsburg) یک منطقهٔ مسکونی در ایالات متحده آمریکا است که در شهرستان کرول، ایندیانا واقع شده‌است. پیتسبورگ ۱۶۸٫۸۶ متر بالاتر از سطح دریا واقع شده‌است.